# Hannu Mäkelä
Hannu Mäkelä (Helsinki, 1943. augusztus 18. –) a mai finn irodalom egyik központi alakja. Munkássága szerteágazó: regényeket, gyermekregényeket, verseket, színdarabokat, rádió- és tévéjátékokat is írt. Számtalan irodalmi díjjal, többek között Finlandia-díjjal jutalmazták. Műveit 16 nyelvre fordították le.

## Élete és munkássága
Helsinkiben született, 1943. augusztus 18-án. Szülei Väinö Makelä és Eevi Leinonen. Ma főként Sitarlában és Helsinkiben él. Bár tanárnak tanult, mégis húsz évig dolgozott az Otava kiadónál irodalmi szerkesztőként. 1986 óta független író. Első könyvei 1965-ben jelentek meg, azóta több mint 170 irodalmi alkotását publikálták.
Legfőbb példaképei Eino Leino és L. Onerva. Leino munkásságát már karrierje kezdetén tanulmányozta, az utóbbi években pedig mindkét szerző központi szerepet tölt be Mäkelä kutatói tevékenységében. Mestari c. 1995-ös könyve Eino Leino életét dolgozza fel, a 2003-as Nalle ja Moppe Leino és Onerva kettős életrajza. Továbbá Mäkelä publikálta Onerva két ki nem adott versgyűjteményét (Szárnyak (Siivet) – 2004 és Felhők és nap (Pilvet ja aurinko) – 2005), fokozva ezzel a költő ismertségét.
Külföldön a gyermekregényei a legismertebb és legkedveltebb művei. Nagy hatással voltak rá három gyermekét egyedül nevelő édesanyja esti meséi (nem volt még 5 éves, amikor maga is olvasott). 1973 óta ír gyermekeknek, azóta 29 ilyen típusú könyvet publikált. Gyerekkönyveiben a legnagyobb újítást egy olyan világ megteremtése jelenti, amelyben a szabadság, a barátság és a boldog befejezés is lehetséges.
A Hú úrról szóló sorozata a leghíresebb. Hú úr alakja Mäkelä laaksolahti nyaralójában született meg, az akkor 6 éves fiának mesélt róla először, később is az ő követelésére folytatta a történetet. Paavo Haavikko, kiadójának akkori vezetője, ellenezte, hogy kiadják a meséket, mivel szerinte Mäkelä ezzel elveszítené írói tekintélyét. 1973-ban mégis megjelent a sorozat első darabja, amit később még hat könyv követett.
"Mäkelä rendkívüli író abból a szempontból, hogy ismertsége elsősorban éppen gyerekkönyvein alapul. A Magyarországon is többször megfordult Hannu Mäkelä magyar kiadója szintén a Móra Kiadó. A sorozat első kötete, a Hú úr kalandjai 1980-ban jelent meg. Mäkelä gyerekkönyvei sajátosak – Hú úr tulajdonképpen egy aprócska fekete ember, akinek a gyermekek ijesztgetése a feladata. A gyerekeket éppen Hú úr ártatlansága és bizonyos fajta becsületessége ragadja meg. Hú úrnak is sok olvasója van már, több generációban. A 80-as években, a történetek születésekor felszabadító és forradalmi volt az ismert író jól megírt történeteit olvasni, amelyek meglepően hihetően bontakoztak ki a határtalan – és néha szertelen – gyermeki képzelet szárnyain.
Hú úr született csodálkozó, aki képes a gyermekekhez hasonlóan meglepődni dolgokon és jelenségeken, és mindig friss szemmel nézi a világot. Hú úr másokat ijesztget, de ő maga is számos dologtól fél, mivel képzelete határtalan. Mégis stressz nélküli, nagyon is átlagos életet él, nyugodtan alszik és teát iszik, de érdekli a varázslás is. Nagyapjától örökölt könyveiből tanulja a varázslótudományt, de mint sejthetik, az eredmény mindig kicsit kiszámíthatatlan és meglepő – Hú úrnak magának is. 
Hú úr magyar hangja, Fehérvári Győző, Hannu Mäkelä másik gyerekkönyvét is lefordította, melynek címe: A ló, aki elvesztette a szemüvegét. Ez a mű is a Móra Kiadónál jelent meg – mégpedig 1984-ben. A regény főhőse egy ló-irodalomkritikus, akinek szemüvege elvesztése miatt hirtelen nagy változás következik be az életében – a nagy ismeretlenbe ugrik. Otthonról elköltözve véletlenül ismerkedik meg saját biztonságos lóvilágából nézve furcsábbnál furcsább állatokkal – egy fedél alá kerül tehenekkel, egy sündisznóval, egy varjúval és egy kutyával. A hosszú tél miatt a hó fogságában levő vegyes összetételű csoport közös élete eléggé nehézkesen kezdődik. Az olvasók azonban külön hangsúlyok nélkül is megértik, hogy a telet csapatszellem nélkül nem lehetett volna túlélni, minden állat a saját képességeivel járult hozzá ehhez." (Kirsi Rantala: A Múminvölgy varázslatos világa) Mäkelä sok könyve személyes élményen alapul, közéjük tartozik ez a történet is. Az írónak szemüvegre lett volna szüksége, ám ő tiltakozott ez ellen, később mégis rájött, hogy elengedhetetlen a számára. Ez a történet példa arra is, hogy Mäkelä szeret közösségekről írni, arról, hogyan kell egymáshoz alkalmazkodni, másokat tolerálni.

## Művei

### Próza
Eddig 23 regénye jelent meg:
- Matkoilla kaiken aikaa, Otava, 1965
- Kylliksi! tai Liikaa, Otava, 1965
- Kotimies,Otava, 1967
- Oman itsensä herra, Otava, 1971
- Samuli Kustaa Berg, Fenlit, 1982
- Hänen uuden elämänsä alku, Fenlit, 1985
- Vetsikko, Otava, 1988 – Finlandia-díjra jelölték
- Moinen mies, Otava, 1989
- Isaskar Sitarlassa, tekstejä ja kirjoituksia 1965 – 1990, Fenlit, 1990
- Tie vie, Otava, 1990
- Pieni paikka Kerbihan, Otava, 1991
- Kaarina Kaila – taiteilija (tekstiosa), Otava, 1992
- Kuinka monta kertaa tapasin Liisan, Otava, 1992
- Mestari. Eino Leinon elämä ja kuolema, Otava, 1995 – Finlandia-díj
- Matkoilla kaiken aikaa – Kylliksi! tai Liikaa; Otava, 1996
- Katso, se päivä on tuleva, Otava, 1996
- Eino Leino. Elämä ja runo, Otava, 1997
- Pelin henki. Love/40 – Erään ottelun tarina, Otava 1998
- Äiti. Visszaemlékezés, Otava 1999
- Myrskyn jälkeen aamu, Otava, 2000
- Muisto. Elbeszélés, Otava, 2001
- Pensiooni Fortuna, regény, 2001
- Ihme. Elbeszélés, Otava, 2002
- Nalle ja Moppe. Eino Leinon ja L. Onervan elämä, Otava, 2003
- Samuli Kustaa Berg. Második, kiegészített kiadás, Otava, 2003
- Uponnut pursi. Otava, 2004
- Isä. Visszaemlékezés, Otava, 2004
- Äiti, hangoskönyv, a szerző felolvasásával, Otava, 2005
- Ruhtinas unelmain mailla. Matkani kirjojen kanssa, Otava, 2005
- Samuli. Muistelma Samuli Parosesta, Otava, 2006
- Syksy Venetsiassa. regény, Tammi, 2006
- Pöytä kahdelle (Anna Kortelainennel együtt), Tammi, 2007
- Onnen maa – L. Onervan runot ja elämä, Minerva, 2007
- Casanova. Giacomo Casanovan tie naisten miehestä kirjailijaksi. Életrajz, Tammi, 2007
- Elävät ja kuolleet. Elbeszélés, Tammi,2008
- Eetu. Matkoja Eduard Uspenskin maailmaan, Tammi, 2008
- Hyvä jätkä, elbeszélés, Helsinki, 2009
- Mikä sanomatta jää. Regény, Tammi, 2009
- Készülőben: Kivi. Regény, Tammi, 2010 ősz

### Versek és színdarabok
1966-tól, 18 kötete jelent meg:
- Sinisen taivaan, harmaan jään, Otava, 1966
- Sano minulle nimesi, Otava, 1969
- Vuoret ovat pilviä, Otava, 1972
- Vanha talo, Otava, 1973
- Syksy tuli kutsumatta, Otava, 1974
- Jos pettää sinut elämä, Otava, 1975
- Synkkyys pohjaton, niin myös iloni, onneni, Otava, 1976
- Illan varjo, Otava, 1979
- Ikään kuin ihminen, Otava, 1980
- Voimamies, näytelmä, Otava, 1982
- Unelma onnesta numero 5, Otava, 1985
- Päivä sytyttää hiljaiset valonsa, omakustanne, 1986
- Kylmä aika, Otava, 1987
- Tähtirinta, kolme historiallista näytelmää, (Virran viemä, tuulen tuoma; Tähtirinta; Tuomari Viikki) W&G, 1988
- Päivä jonka saamme elää, valitut runot, Otava, 1988
- Raamatun runous, raamatun viisaus. Ensimmäinen kirja, Fenlit, 1988
- Sinä teet pimeän, niin tulee yö, Otava, 1989
- Kadonneitten kaupunki, Otava, 1993
- Silloin, Otava, 1994
- Rakkaus Pariisiin ja muita runoja, Otava, 1997
- Että on ikuista valo.Valikoima runoja vuosilta 1966 – 1999, Otava, 2000
- Jonakin päivänä kirjoitan sinusta runon, Otava, 2005
- Készülőben: Merestä nousee Helsinki, Helsinki, 2010; Maan sydämellä, 2010; Toden näköistä, Tammi, 2011

### Gyermekregények
- Herra Huu, Otava, 1973
- Herra Huu saa naapurin, Otava, 1974
- Herra Huu muuttaa, Otava, 1975
- Hevonen, joka hukkasi silmälasinsa, Otava, 1977
- Kalle-Juhani ja kaverit, Otava, 1981
- Pekka Peloton, Otava, 1982
- Satu tytöstä joka etsi onnea, Otava, 1983
- Herra Huu, kukas muu, kokoomateos, Otava, 1986
- Päiviö Päivönpoika Päivölä, Otava, 1987
- Minä olen pikkupanda, Otava, 1988
- Ole kiltti, lue minut, Otava, 1988
- Tonttu joka pelkäsi joulua, Otava, 1988
- Jänis ja jänönapila, Otava, 1989
- Ukko Lumi, Otava, 1989
- Pikku pikku noita, Otava, 1990
- Kun lintu laulaa, Otava, 1991
- Hylätty hyväluontoinen koira, Otava, 1991
- Yhtenä aamuna heräsin, Tammi, 1991
- Sinitiainen, perhonen, punavarpunen, Tammi, 1992
- Kai ja Pariisi, Tammi, 1993
- Miuku & Mouku, Tammi, 1993
- Herra Huu matkoilla, Tammi, 1994
- Pönttölän väkeä,Tammi, 1995
- Tyttö ja unen kukka, Tammi, 1996
- Iso Pekka ja Pekka Pieni, Tammi, 1997
- Herra Huu, kukas muu (uusi laitos), Otava 1998
- Herra Huu hoitaa puutarhaa, Tammi, 2000
- Niin kuin kaikki vasta alkaisi, Kaisaniemen Dynamo, 2000
- Hattu, Tammi, 2001
- Liisa Salolla, Tammi, 2003
- Kaksi prinsessaa, Tammi, 2004
- Miisan uusi perhe, Tammi, 2005
- Herra Huu, rouva Huu ja vauva Huu, Tammi, 2006
- Helmi. Pienen koiran ja tytön tarina, Tammi, syksy 2007
- Vauvaunia, Tammi,2008
- Készülőben: Nimien kirja, Tammi, 2010; Ääni joka etsi laulua, Tammi, 2011

## Magyarul megjelent művei
- Háborús élet (ford. Jávorszky Béla) (in: A boldogtalan konzervatív. Mai finn elbeszélők című kötetben, válogatta, az utószót és az életrajzi jegyzeteket írta Oláh József), Budapest, Európa Könyvkiadó, 1968
- Hú úr kalandjai (ford. Fehérvári Győző, illusztrálta Szenes Zsuzsa), Budapest, Móra Ferenc Könyvkiadó, 1980 ISBN 9631117189
- Huszonöt vers (ford. Garai G., Kiss D., Szopori Nagy L.) in: Visszhang az erdő faláról. Tizennégy finn költő című kötetben (válogatta és az utószót írta Gombár Endre, az életrajzi jegyzeteket írta Szíj Enikő), Budapest, Európa, 1981 ISBN 9630726653
- A ló, aki elveszítette a szemüvegét (ford. Fehérvári Győző, Gaál Éva rajzaival), Budapest, Móra, 1984 ISBN 9631135969
- A nyár első napja (ford. Fehérvári Győző) (in: Télidő havazás előtt. Modern finn elbeszélők című kötetben, válogatta és az életrajzi jegyzeteket írta Gombár Endre), Budapest, Európa, 1987 ISBN 9630739119
- Tényleg kicsik a gyerekek... (ford. Gombár Endre) (in: A legjobb haverom. Finn gyerekversek című kötetben, válogatta és fordította Gombár Endre, Navratil Zsuzsa rajzaival), Budapest, Móra, 1991 ISBN 9631165736
- Anya; ford. Fehérvári Győző; Valo-Art Bt., Bp., 2008 (Polar Könyvek) ISBN 9789638691552

Hannu Mäkelä… az édesanyja halálát megelőző és követő hónapok krónikáját vetette papírra százhatvan oldalon. Az egész rettentő mód személyes, tele belső utalásokkal, felkavaró emlékezésekkel gyerekkorára, a múltra; ezért aztán nem csoda, ha akkori lelkiállapota zaklatott, töredezett naplót eredményez.

Ugyanis Hannu (foglalkozására nézve író) belső kényszertől hajtva naplót vezet, majd négy hónapon át leír mindent, ami a kórházi szobában elhangzik, vagy lejegyzésre fontosnak ítéltetett. Hamar kiderül róla, hogy egyáltalán nincs felkészülve anyja távozására, tudatos énje tisztában van az elmúlás elkerülhetetlenségével, de egészen más tészta nap mint nap látni a testi-lelki leépülést. Főként ez utóbbi feldolgozhatatlan számára.

## Díjak
- Állami Irodalmi Díj 1974, 1976, 1981, 1982 és 1988
- Anni Swan-érem 1976
- Arwid Lydecken-érem 1976
- Leino-érem[halott link] 1982
- Skandináv Rádiójáték Díj 1985
- Alvar Renqvist-díj 1990
- Finlandia-díj 1995
- Topelius-díj 1996
- Varjo-Finlandia 1996
- Kirjapöllö 2003
- Helsinki város kulturális díja 2003